# Lashtjveri
Lashtjveri (en georgiano y esvano: ლაშთხვერი) es una aldea de Georgia ubicada en el noreste de la región de Mingrelia-Alta Esvanetia, siendo parte del municipio de Mestia.

## Geografía
Lashtjveri se encuentra en el lado derecho del río Muljri, a 3 km de Mestia. La aldea es parte de la región histórica de Esvanetia y se administra desde el pueblo de Lemsia.

## Demografía
La evolución demográfica de Lashtjveri entre 2002 y 2014 fue la siguiente:
| 194                                             | 92 |
| (Fuente: Population of Georgia in Soviet times) |    |

Según el censo de 2014, los georgianos (esvanos) constituían el 100% de la población.

## Infraestructura

### Arquitectura, monumentos y lugares de interés
En la aldea está la iglesia de Lashtjveri, un templo medieval en forma de iglesia de salón y reconocida por una serie de frescos pintados tanto en paredes interiores como exteriores, que datan de los siglos XIV y XV. 